# Ekonomska fakulteta v Splitu
Ekonomska fakulteta (izvirno hrvaško  Ekonomski fakultet u Splitu), s sedežem v Splitu, je fakulteta, ki je članica Univerze v Splitu.